# Agalmopolynema australe
Agalmopolynema australe är en stekelart som beskrevs av Fidalgo 1988. Agalmopolynema australe ingår i släktet Agalmopolynema och familjen dvärgsteklar. Inga underarter finns listade i Catalogue of Life.